# Grijsrugvorkstaart
De grijsrugvorkstaart (Enicurus schistaceus) is een is een zangvogel uit de familie van de vliegenvangers die voorkomt in het Himalayagebied en verder oostelijk door heel Zuidoost-Azië Net als de andere soorten uit het geslacht van de vorkstaarten is het een vogel die voorkomt langs beekjes in regenwoud.

## Kenmerken
De grijsrugvorkstaart is 25 cm lang (inclusief staart). De staart is diep gevorkt, zwart gekleurd en met drie horizontale witte strepen. Deze vogel heeft een volledig witte borst en buik en een leigrijs gekleurde kruin, nek en rug. Verder lijkt hij sterk op de zwartrugvorkstaart.

## Verspreiding en leefgebied
De grijsrugvorkstaart komt voor in India, Bangladesh, Bhutan, Nepal, Zuid-China, Myanmar, Laos, Cambodja, Vietnam en het noorden van het schiereiland Malakka. Het is een vogel van snelstromende beekjes en watertjes in heuvelland en middengebergte tot 1500 m boven de zeespiegel. In Malakka alleen boven de 600 m.

## Status
De grijsrugvorkstaart heeft een enorm groot verspreidingsgebied en daardoor alleen al is de kans op uitsterven uiterst gering. De grootte van de populatie is niet gekwantificeerd. Er is geen aanleiding te veronderstellen dat de soort in aantal achteruit gaat. Om deze redenen staat deze vorkstaart als niet bedreigd op de Rode Lijst van de IUCN.